# Leone (futebolista)
Antônio Leone, conhecido como Leone (Rio de Janeiro, 29 de janeiro de 1931 – Vespasiano, 14 de junho de 2011) foi um futebolista brasileiro que atuava como lateral.

## Carreira
Começou a jogar no Flamengo, onde se sagrou tricampeão carioca durante a década de 1950. Em 1956, Leone seguiu para o Bahia, clube mais marcante de sua carreira. Conquistou vários títulos do Campeonato Baiano, e, em especial, foi o capitão do time na maior parte da campanha vitoriosa do Campeonato Brasileiro de 1959. Entretanto, deixou brevemente o clube antes da última partida da final, quando o posto de capitão foi assumido por Beto.
Na década de 1990, Leone trabalhou como treinador do Bahia. Ele faleceu, vítima de câncer no fígado, no dia 14 de junho de 2011, aos 80 anos.

## Títulos
Flamengo
- Campeonato Carioca: 1953, 1954 e 1955

Bahia
- Campeonato Baiano: 1956, 1958, 1959, 1960 e 1961
- Campeonato Brasileiro: 1959